# Îles de Brouel
Pour les articles homonymes, voir Brouel.
Les îles de Brouel sont deux petites îles du golfe du Morbihan rattachées administrativement à la commune de l'Île-aux-Moines. Elles sont situées au sud de la pointe de Brouel sur l'île aux Moines, la plus petite au sud de la plus grande.

## Toponymie
Brouel est issu de la contraction en breton de Brao Guel signifiant « Belle vue ».[réf. nécessaire]